# Naj story
Naj story – trzeci singel zespołu Papa Dance pochodzący z albumu Poniżej krytyki wydany w 1986 roku.
Tekst utworu napisał Jan Sokół, a kompozytorem utworu był Adam Patoh. Piosenka była notowana na liście przebojów programu trzeciego, gdzie zajęła 1. miejsce (jedyny przebój zajmującą na liście tak wysoką pozycję), a także zdobyła trzecią nagrodę w głosowaniu publiczności na 23. KFPP w Opolu. Utwór znajduje się również na płycie Złote przeboje.

## Twórcy
- Tekst: Jan Sokół
- Kompozytor: Adam Patoh

## Nagrody
23 KFPP w Opolu
- 1986: Trzecia Nagroda Publiczności